# Fotografie UFO di McMinnville

Fotografia dell'UFO presunto.

Per fotografie UFO di McMinnville s'intendono le foto di un presunto UFO scattate nel 1950 da un agricoltore, Paul Trent, in un fattoria vicino McMinnville in Oregon, negli Stati Uniti d'America. Le foto sono molto conosciute e sono state oggetto di dibattito nell'ambito dell'ufologia. Diversi studiosi scettici sugli UFO sono arrivati alla conclusione che sono false, ma molti ufologi continuano a sostenere la loro autenticità.

## L'avvistamento
All'epoca dei fatti Paul Trent, agricoltore, viveva con la moglie Evelyn in una fattoria in Oregon, a circa 15 km da McMinnville. Secondo il suo racconto, l'11 maggio 1950 alle 19,30 sua moglie si trovava nel retro della fattoria, dove aveva dato da mangiare ai conigli. Prima di rientrare a casa, la donna vide in cielo un oggetto metallico a forma di disco, con un diametro apparente di circa 10 metri, che si muoveva in direzione della fattoria venendo da nord-est. La signora chiamò il marito, che si trovava in casa; Paul uscì e vide l'oggetto, rientrò in casa a prendere la macchina fotografica e uscì di nuovo, riuscendo a scattare due fotografie in bianco e nero prima che l'oggetto scomparisse in direzione ovest. Il padre di Trent dichiarò di avere visto anch'egli l'oggetto prima che scomparisse.

## Pubblicità
Passò qualche tempo prima che Trent facesse sviluppare il rullino. Quando vide le foto stampate, pensò di avere fotografato un velivolo militare segreto ed ebbe paura che le fotografie potessero procurargli noie. Quando Trent raccontò l'episodio al suo banchiere, Frank Wortmann, questi fu incuriosito e gli chiese di mostrargli le foto, che giudicò interessanti al punto di chiedere all'agricoltore il permesso di esporle nella vetrina della sua banca. Un giornalista locale, Bill Powell, venne a conoscenza della storia e convinse Trent a dargli i negativi, che esaminò non trovando evidenza di falsificazioni. L'8 giugno 1950, Powell pubblicò la storia e le foto sul quotidiano locale, il Telephone-Register. La storia e le foto furono così conosciute dall'International News Service (INS), che le inviò ad altri giornali statunitensi, dando ampia pubblicità alla storia. Il 26 giugno 1950 la rivista Life pubblicò la storia e le foto dell'UFO, insieme ad una fotografia di Trent con la sua macchina fotografica. A Trent era stato promesso che i negativi gli sarebbero stati restituiti, ma la cosa non si verificò, dato che Life comunicò all'agricoltore che i negativi erano stati perduti.

## Inchiesta ufficiale
Nel 1967 i negativi furono ritrovati negli archivi dell'United Press International (UPI), un servizio stampa che qualche anno prima si era fuso con l'INS, e furono inviati a William Hartmann, un astronomo che stava lavorando con la Commissione Condon. Hartmann intervistò i coniugi Trent e gli sembrarono persone sincere; a loro favore c'era anche il fatto che non avevano ricavato denaro dalle fotografie.
Nelle sue analisi, Hartmann concluse che si trattava di "uno dei pochi casi di avvistamenti di UFO in cui i fattori geometrici, fisici e psicologici apparivano coerenti con l'asserzione che un oggetto metallico a forma di disco, di dieci metri di diametro ed evidentemente artificiale, aveva volato sopra i testimoni". L'analisi di Hartmann escludeva l'ipotesi della falsificazione del negativo e della fabbricazione ottica (ad es. mediante una doppia esposizione); non si poteva escludere completamente una fabbricazione fisica (ad es. mediante un modellino sospeso), ma l'analisi fotometrica suggeriva che l'oggetto fosse situato a grande distanza.

## Argomenti ufologici
Dopo le analisi di Hartmann, i negativi furono restituiti all'UPI. Nel 1970 Trent chiese a Philip Bladine, editore di News-Register (il giornale locale subentrato a Telephone-Register) che i negativi gli venissero restituiti, dato che non gli erano stati pagati; Bladine chiese all'UPI i negativi, che gli furono inviati, ma non disse a Trent di esserne venuto in possesso.
Nel 1975 l'ufologo Bruce Maccabee, fisico ottico della U.S. Navy, trovò i negativi nell'archivio del giornale; dopo averli analizzati, li restituì a Trent. Maccabee concluse che le foto non erano truccate e mostravano un reale oggetto fisico, che si trovava in cielo sopra la fattoria dei Trent. Secondo Maccabee, l'oggetto era di grandi dimensioni e si trovava ad una certa distanza sopra la fattoria.

## Spiegazioni degli scettici
Nel 1980, Philip J. Klass e Robert Sheaffer, giornalisti e scettici di rilievo in campo ufologico, arrivarono alla conclusione che le foto erano false e che l'intera faccenda era un imbroglio. Essi rilevarono anzitutto che l'ombra del garage proveniva da sinistra e ciò provava che la foto era stata presa di mattina e non alla fine del pomeriggio; se Trent aveva mentito sull'orario, la storia diventava sospetta. I sospetti crebbero quando i due autori scoprirono che Trent aveva manifestato interesse per gli UFO prima dell'avvistamento. Dall'analisi preliminare, Sheaffer rilevò che al momento della ripresa la macchina fotografica era vicina al terreno, come se Trent si fosse inginocchiato; questa posizione appariva strana, per uno che deve fotografare un oggetto in cielo. Secondo le ulteriori analisi di Klass e Sheaffer, l'oggetto era di piccole dimensioni e pendeva dal cavo di una linea elettrica visibile nella parte superiore della foto; i due scettici conclusero che l'oggetto fotografato era in realtà lo specchietto retrovisore di un autoveicolo. Quando Sheaffer mandò a William Hartmann il risultato dell'indagine che aveva condotto con Klass, lo studioso ritrattò le conclusioni positive che aveva trasmesso alla Commissione Condon. Inoltre, Klass trovò diverse contraddizioni nel racconto di Trent sull'avvistamento e notò che la sua versione era cambiata nel corso degli anni, pertanto concluse che la storia dell'agricoltore era un falso. Riguardo alle possibili motivazioni di Trent, l'ufologo scettico Tim Printy ha commentato che il fatto che l'agricoltore non abbia ricavato denaro dalle sue foto non è sufficiente a provare la sua sincerità, dato che si può mentire anche per desiderio di notorietà; la mancata confessione dell'imbroglio anche a distanza di molti anni potrebbe invece essere dovuta ad un sentimento di vergogna.
Maccabee rifiutò le conclusioni di Klass e Sheaffer, obiettando che le ombre sul garage potevano essere state causate dalle nubi e che nella sua analisi non aveva trovato tracce di fili che pendevano dal cavo della linea elettrica.

## Ulteriori analisi e controversie
Nel 2013 tre ricercatori francesi, Antoine Consyn, François Louange e Geoff Quick, hanno riesaminato le foto di Trent al computer con un apposito software denominato IPACO e sono arrivati alla conclusione che la geometria del modello raffigurato nelle foto è compatibile con quella di un piccolo oggetto (come un paralume) posto vicino alla macchina fotografica e presumibilmente sospeso al cavo della linea elettrica. L'analisi fotometrica eseguita dai ricercatori francesi ha inoltre messo in rilievo che alcuni pixel sopra l'oggetto sono più scuri del cielo circostante, cosa che confermerebbe la presenza di un filo che sorregge l'oggetto. La loro conclusione è che le foto raffigurano un modello appeso ad un filo.
Le conclusioni dei ricercatori francesi sono state rifiutate da Bruce Maccabee, che ha contestato l'analisi fotometrica dell'IPACO e ha ribadito le sue precedenti analisi, secondo cui non ci sono fili e le foto non raffigurano un modellino.
Robert Sheaffer ha replicato alle affermazioni di Maccabee citando le analisi di un ricercatore statunitense, Jay J. Walter, che ha rilevato anche lui tracce di un filo al di sopra dell'oggetto. Sheaffer ha affermato che le analisi più recenti dimostrerebbero che le foto di Trent sono false, tuttavia pensa che sarebbe opportuno, per mettere fine alle discussioni tra ufologi e scettici, che venissero confermate da altri ricercatori, usando scansioni ad alta risoluzione ricavate dai negativi originali o dalle stampe di prima generazione.

## Altre notizie
Evelyn Trent morì nel 1997 e suo marito Paul nel 1998; fino alla morte, essi insistettero sulla verità della loro storia e sull'autenticità delle fotografie.
L'interesse suscitato intorno alle foto, che sono tra le più pubblicizzate fotografie di UFO, ha condotto nel 1999 alla fondazione di un "UFO festival" a McMinnville, che negli USA è diventato il secondo evento annuale legato agli UFO dopo quello che si svolge a Roswell.